# Wolf Rilla
Wolf Rilla (Berlino, 16 marzo 1920 – Grasse, 19 ottobre 2005) è stato un regista cinematografico e sceneggiatore tedesco.
È noto soprattutto per aver diretto il film di fantascienza Il villaggio dei dannati (Village of the Damned) (1960).

## Biografia
Nato a Berlino, nel 1934 segue la famiglia che si trasferisce a Londra per volere del padre, l'attore di origini ebraiche Walter Rilla, timoroso dell'ascesa al potere del nazismo.
Comincia la carriera nella BBC, lavorando sia per la radio che per la televisione, e negli anni '50 esordisce al cinema per una produzione indipendente, passando poi a lavorare per la Metro-Goldwyn-Mayer.

## Filmografia

### Regista

#### Cinema
- Noose for a Lady (1953)
- Glad TIdings (1953)
- The Large Rope (1953)
- Marilyn (1953)
- The Black Rider (1954)
- Stock Car (1954)
- The End of the Road (1954)
- The Blue Peter (1955)
- Pacific Destiny (1956)
- The Scamp (1957)
- Uno straniero a Cambridge (Bachelor of Hearts) (1958)
- Jessy – cortometraggio (1959)
- Witness in the Dark (1959)
- Balletti rosa (Die zornigen jungen Männer) (1960)
- Il villaggio dei dannati (Village of the Damned) (1960)
- La gang del kimono (Piccadilly Third Stop) (1960)
- Watch it, Sailor! (1961)
- Le donne del mondo di notte (The World Ten Times Over) (1963)
- Rapina al Cairo (Cairo) (1963)
- Pax? (1968)
- Secrets of a Door-to-Door Salesman (1973)
- Bedtime with Rosie (1975)